# Bajo Grande, Mexiko
Bajo Grande är en ort i Mexiko.   Den ligger i kommunen Omealca och delstaten Veracruz, i den sydöstra delen av landet, 270 km öster om huvudstaden Mexico City. Bajo Grande ligger 231 meter över havet och antalet invånare är 862.
Terrängen runt Bajo Grande är platt, och sluttar brant österut. Runt Bajo Grande är det ganska tätbefolkat, med 70 invånare per kvadratkilometer. Närmaste större samhälle är Cuitláhuac, 13,5 km nordväst om Bajo Grande. Trakten runt Bajo Grande består till största delen av jordbruksmark.